# アドルフ・シュラーギントヴァイト
アドルフ・シュラーギントヴァイト（Adolf Schlagintweit、1829年1月9日-1857年8月26日）は、ドイツの植物学者であり、中央アジアの探検家である。

## 経歴
1829年、ミュンヘンで、五人兄弟の次男として生まれ、アドルフは、兄弟のヘルマンとともにアルプス山脈に関する本を1846年から1848年にかけて出版している。この業績により、1850年にUntersuchungen über die physikalische Geographie der Alpenを出版して、評価されている。その後、もう一人の兄弟ロベルトも加わり、Neue Untersuchungen über die physikalische Geographie und Geologie der Alpenを1854年に出版している。Landshut大学で医学博士号を取得。München大学で教授資格を取得。
1854年、アレクサンダー・フォン・フンボルトの推薦を受けて、イギリス東インド会社は、ヘルマン、アドルフとロベルトに領域内の科学的調査、特に、地磁気についての研究を委託した。以後3年間、デカン高原から始まり、ヒマラヤ山脈、カラコルム山脈と崑崙山脈を踏破した。
1857年初頭に、ヘルマンとロベルトは旅行から戻ったが、アドルフはさらなる探検をおこなった。しかし、清朝のスパイではないかという嫌疑を受け、カシュガルの首長であるワリー・ハンによってその地で8月に裁判を受けることなく斬首刑に処せられた。　彼の死の様子は1859年にチョカン・ワリハーノフがカシュガルを訪るまで、ヨーロッパに知られることはなかった。ワリハーノフは、商人に変装して成功裏にロシア帝国に戻った。その時に、科学者の頭も持ち帰ったのである。
この事件は、ラドヤード・キプリングが書いた『王になろうとした男』の構想のもとになっている。